# 아아 가미카제 특별공격대 (군가)
아아 가미카제 특별공격대《일본어: 嗚呼神風特別攻撃隊》는 일본 제국의 군가이다.

## 개요
1944년 10월 레이테 만 해전 이후의 가미카제 특별공격대의 공격 전과를 기리기 위해서 만들어진 군가이다. 작사는 노무라 토시오가 하였고, 작곡은 오세키 유우지가 했다.

## 한국어/일본어가사
1절
無念の歯噛み堪えつつ
원통하게 이를 갈며
待ちに待ちたる決戦ぞ
기다리고 기다리던 결전이다
今こそ敵を屠らんと
이제 적을 물리치러
奮い立ちたる若桜
떨쳐 일어난 젊은 벚꽃
この一戦に勝たざれば
이 일전에서 이기지 않으면
祖国の行く手いかならん
고향으로 돌아갈 수 없다
撃滅せよの命受けし
격멸의 명령을 받은
神風特別攻撃隊
카미카제 특별공격대
送るも行くも今生の
보내는 쪽도 가는 쪽도 이승에서의
別れと知れど微笑みて
이별을 알아도 웃어보이며
爆音高く基地を蹴る
폭음높게 기지를 박차고 나가는
あゝ神鷲の肉弾行
아아 신 독수리의 육탄행
2절
大義の血潮雲染めて
대의의 혈기는 구름을 물들여
必死必中体当り
반드시 명중시켜
敵艦などて逃すべき
적함을 놓치지 않겠다
見よや不滅の大戦果
보아라 저 불멸의 대전과
凱歌は高く轟けど
개선의 노래는 높게 울려퍼지지만
今は帰らぬますらおよ
지금은 돌아올 수 없는 대장부
千尋の海に沈みつつ
깊은 바다에 가라앉아
なおも皇国の護り神
지금은 황국의 수호신이로다
熱涙伝う顔上げて
뜨거운 눈물이 흐르는 얼굴로
勲を偲ぶ国の民
공훈을 그리워하는 국민들이여
永久に忘れじその名こそ
영원히 잊지 말도록하자 그 이름을
神風特別攻撃隊
카미카제 특별공격대
神風特別攻撃隊
카미카제 특별공격대

## 같이 보기
- 제2차 세계 대전
- 일본군
- 가미카제